# Goliyon Ki Raasleela Ram-Leela
Goliyon Ki Raasleela Ram-Leela (in italiano Ram-Leela: una storia di proiettili ), o semplicemente Ram-Leela, é un film del 2013 diretta da Sanjay Leela Bhansali.
Il film è una tragicommedia indiana, adattamento dell'opera di Shakespeare Romeo e Giulietta, ambientata in tempi violenti. I protagonisti sono interpretati da Ranveer Singh e Deepika Padukone, e i ruoli di supporto sono interpretati da Supriya Pathak Kapur, Richa Chadda, Sharad Kelkar, Gulshan Devaiah, Barkha Bisht Sengupta e Abhimanyu Singh. Il film presenta anche la partecipazione straordinaria di Priyanka Chopra nella canzone Ram Chahe Leela. Il film era inizialmente intitolato Ram-Leela che fu poi cambiato in Goliyon Ki Raasleela Ram-Leela.
Il film ha debuttato con il successo della critica ed eccezionali riscontri al botteghino in tutto il mondo guadagnando 2.02 miliardi di rupie (27 milioni di euro). Il film è diventato il quinto di maggiore incasso del 2013 e ha vinto tre Filmfare Awards con Deepika vincitrice del suo primo Filmfare Award per la miglior attrice, su un totale di otto candidature.

## Trama
Il film è ambientato in territorio gujarati tra sparatorie, vendette e atmosfere musicali straordinarie.
Durante il festival dell'Holi, Ram, un Rajadi, entra in casa dei Sanera e flirta con Leela mentre la madre Dhankor Baa, la capo stipite, cerca di organizzare il fidanzamento della figlia con un NRI.
Il fratello maggiore di Leela, Khanji, si rende conto dell'intrusione di Ram e manda la polizia ad arrestarlo, cosa che non avviene poiché Ram offre alla polizia alcuni suoi film a luci rosse. Col tempo Ram e Leela si innamorano, ma tutto si complica quando Khanji uccide accidentalmente il fratello di Ram, Meghji, e a sua volta Ram uccide Khanji. Ram e Leela decidono quindi di scappare insieme. Si sposano in segreto ma, prima di poter consumare il matrimonio, gli amici di Ram lo attraggono con l'inganno e lo fanno ubriacare e informano la posizione di Leela alla sua famiglia. Il giorno dopo Leela è riportata con la forza da suo cugino, Bhavani.
La famiglia di Ram prende questo in modo positivo (ovvero l'aver danneggiato la reputazione di Leela) e lo nominano capo dei Rajadi.

## Colonna sonora
1. Aditi Paul & Shail Hada – Ang Laga De – 5:27
2. Shreya Ghoshal – Dhoop – 3:36
3. Aditya Narayan – Ishqyaun Dhishqyaun – 4:51
4. Arijit Singh – Laal Ishq – 6:27
5. Shail Hada & Osman Mir – Lahu Munh Lag Gaya – 5:00
6. Osman Mir & Aditi Paul – Mor Bani Thanghat Kare – 3:58
7. Shreya Ghoshal & Osman Mir – Nagada Sang Dhol – 4:33
8. Shail Hada – Poore Chand – 4:08
9. Bhoomi Trivedi – Ram Chahe Leela – 4:04
10. Aditya Narayan – Tattad Tattad – 4:58
11. Arvind Vegda – Bhai Bhai (Bhala Mori Rama) – 1:07